# Matějov
Matějov település Csehországban, a Žďár nad Sázavou-i járásban. Matějov Hamry nad Sázavou, Nové Veselí, Nížkov, Sázava, Újezd, Rosička és Budeč településekkel határos. Lakosainak száma 198 fő (2024. január 1.).

## Népesség
A település lakosságának változását az alábbi diagram mutatja:
| Lakosok száma | 199  | 260  | 253  | 203  | 202  | 204  | 220  | 210  | 195  | 198  |
|               | 1869 | 1890 | 1921 | 1950 | 1980 | 2001 | 2017 | 2019 | 2022 | 2024 |